# Lenophyllum
Lenophyllum é um género botânico pertencente à família Crassulaceae.
1. ↑  «Lenophyllum — World Flora Online». www.worldfloraonline.org. Consultado em 19 de agosto de 2020